# Aerides quinquevulnera
Aerides quinquevulnera là một loài lan được tìm thấy ở Philippines.

## Hình ảnh

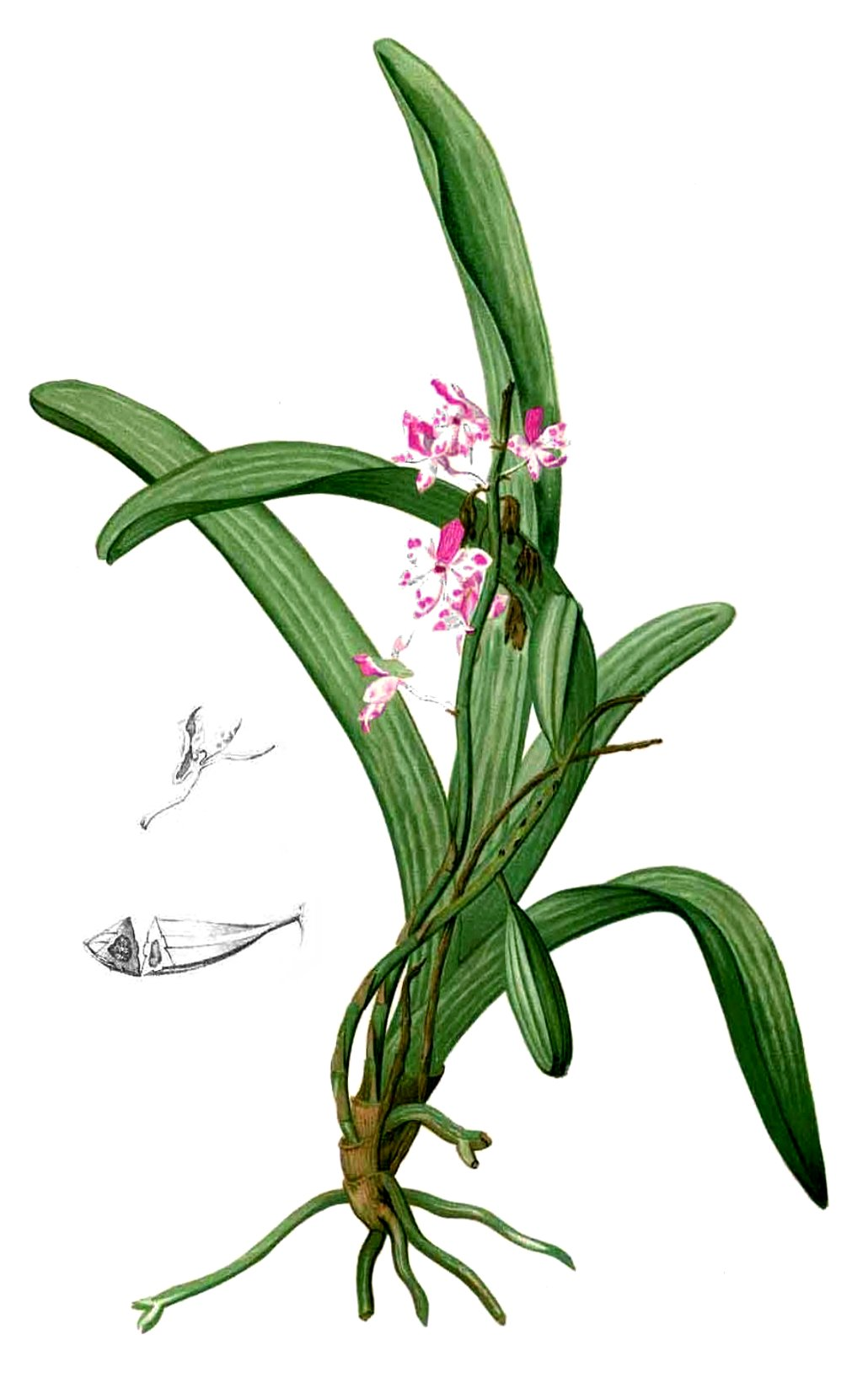
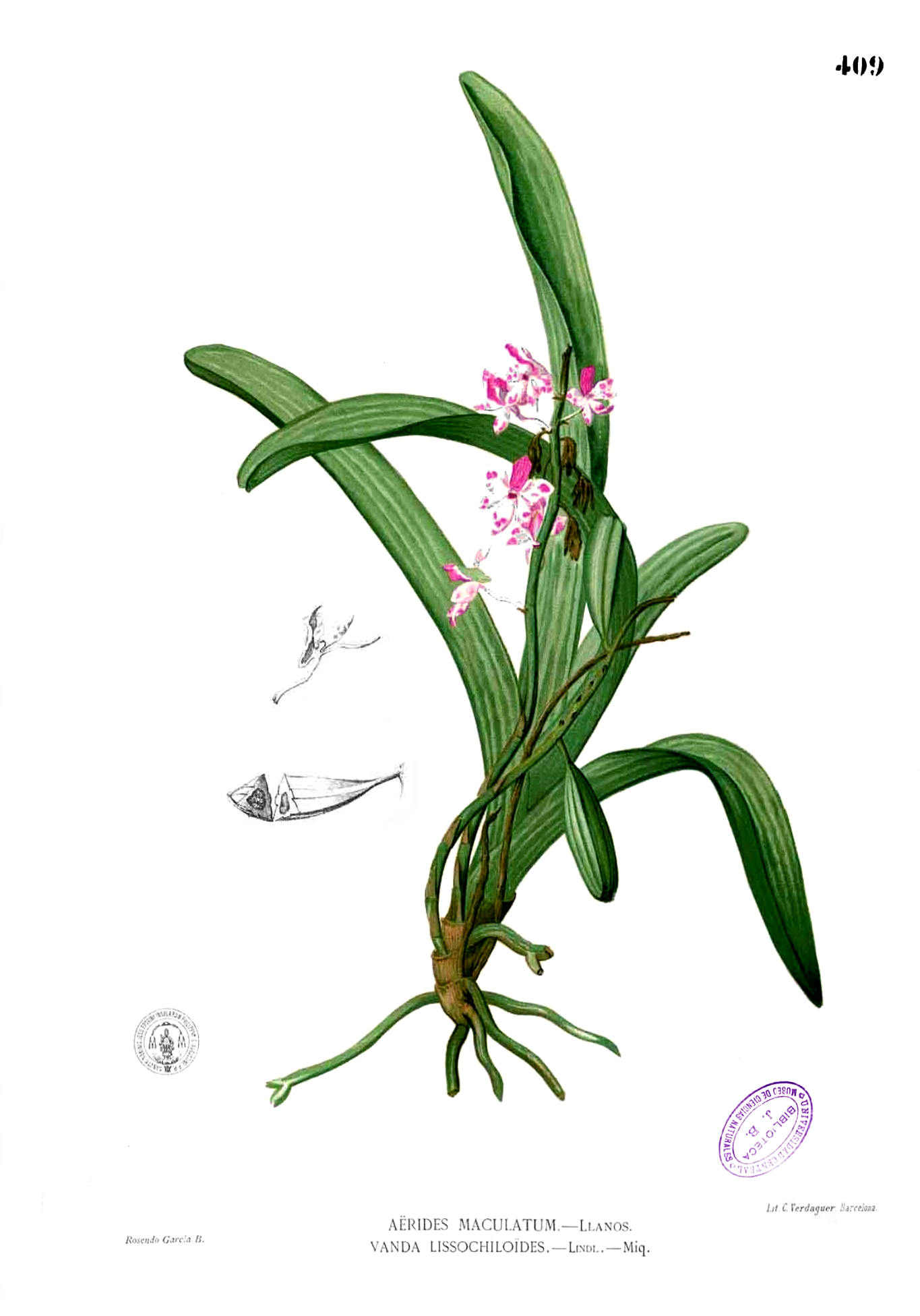